# Культура Латвии
Культура Латвии — совокупность материальных и нематериальных проявлений культуры, созданных на территории Латвии представителями народов Латвии.

## Историко-культурные области
Территория современной Латвии подразделяется на ряд культурно-исторических регионов, основные из которых — Курземе, Латгале, Видземе и Земгале. В составе Земгале иногда выделяют ещё один регион, не указанный в Конституции страны — Селия. Каждая историко-культурная область имеет свои традиции народных костюмов, обрядов, песен и т. д.

## Кухня народов Латвии
Основу латышской национальной кухни составляют различные продукты земледелия: мука, крупа (в первую очередь перловая), горох, бобы, картофель, овощи, а также молоко и молочные продукты: простокваша, кефир, творог, сметана. Из мясных продуктов наиболее потребляемая свинина, реже говядина, телятина, птица. Много блюд готовятся из копчёной или солёной свинины и подаются на стол с разнообразными овощными гарнирами. Для приготовления национальных блюд широко используются сельдь, шпрот, салака.

## Архитектура

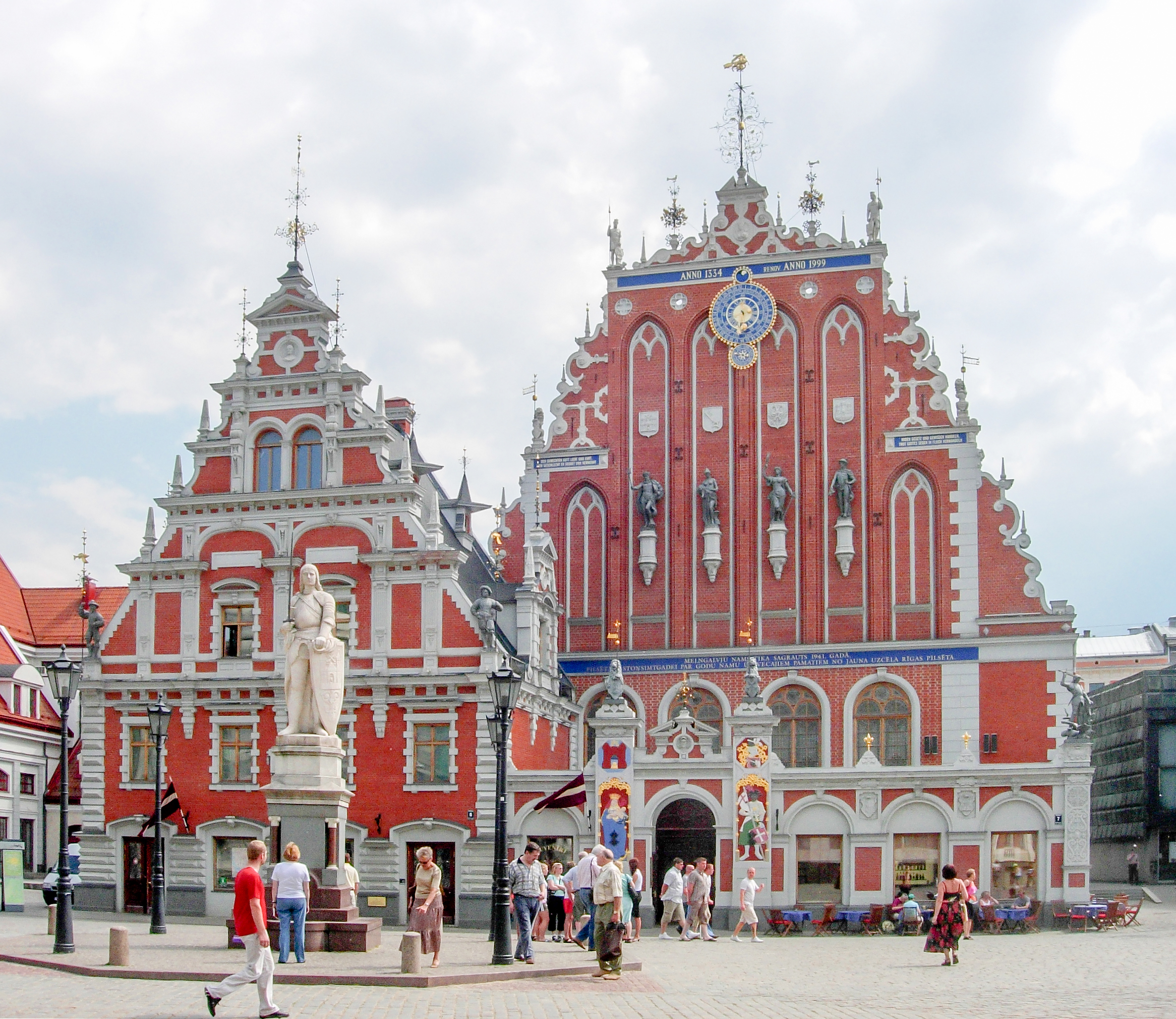
Здание Братства черноголовых

## Латвийская музыка

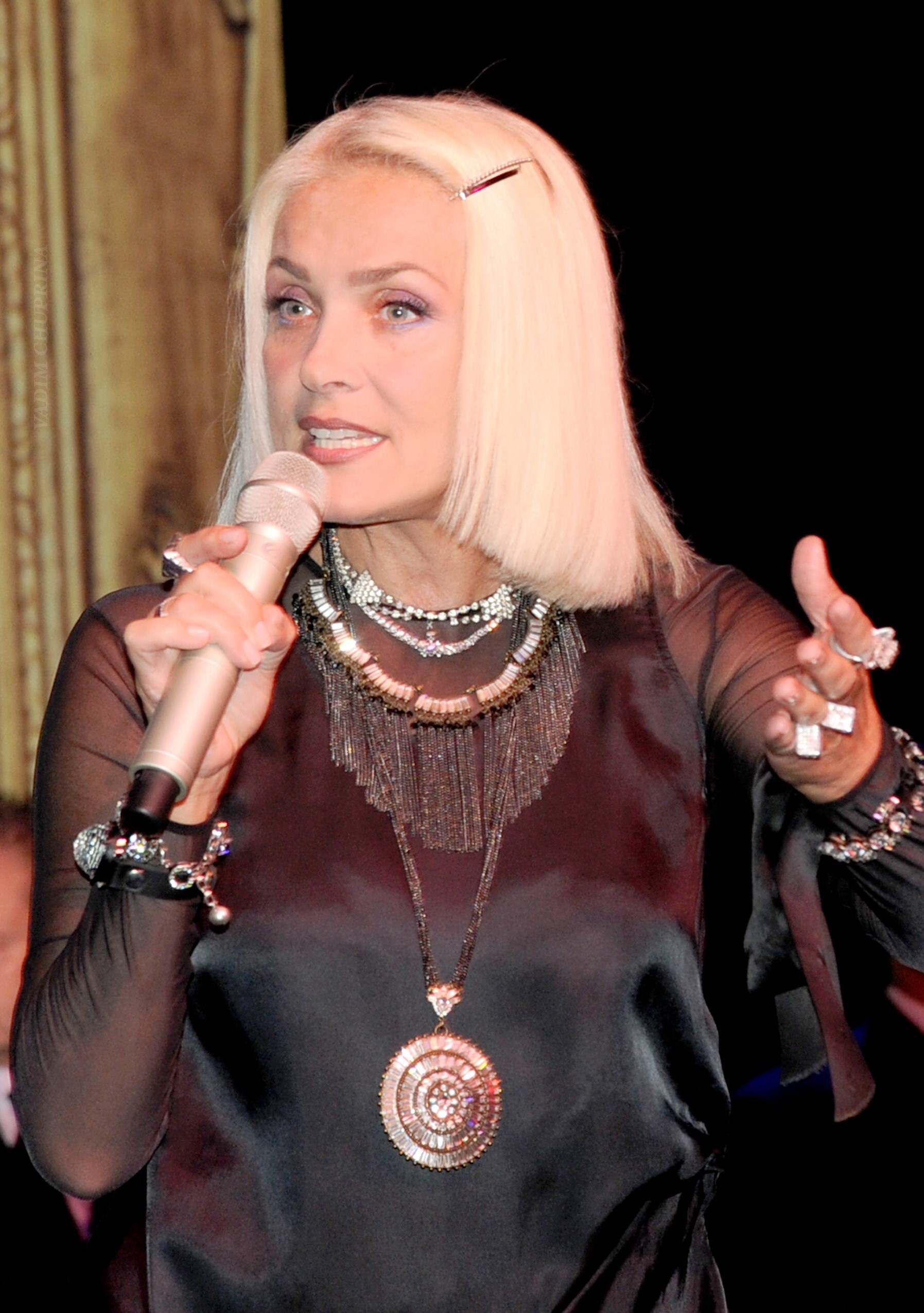
Лайма Вайкуле

## Латвийский театр

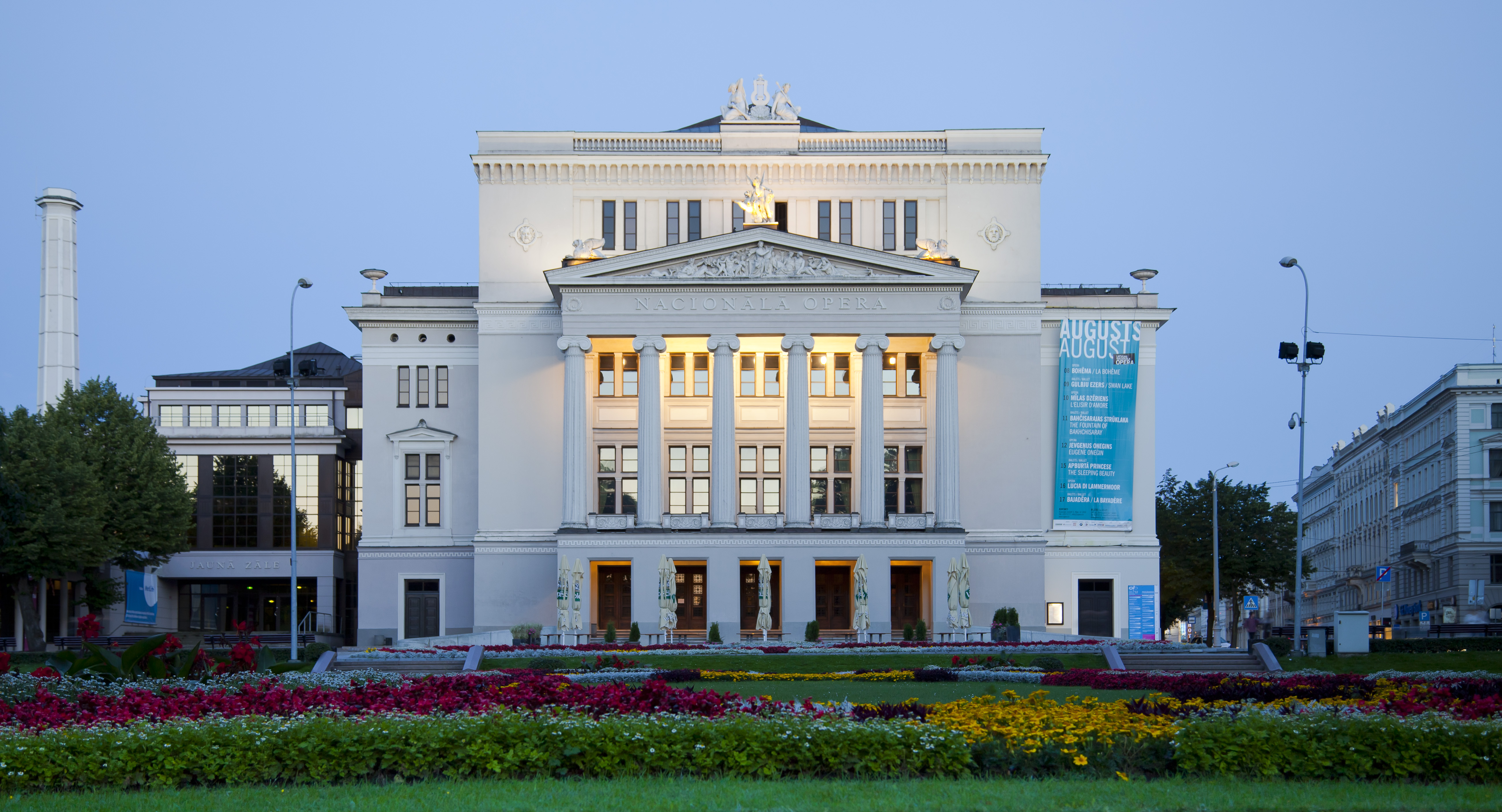
Латвийская национальная опера